# Кузов (корзина)

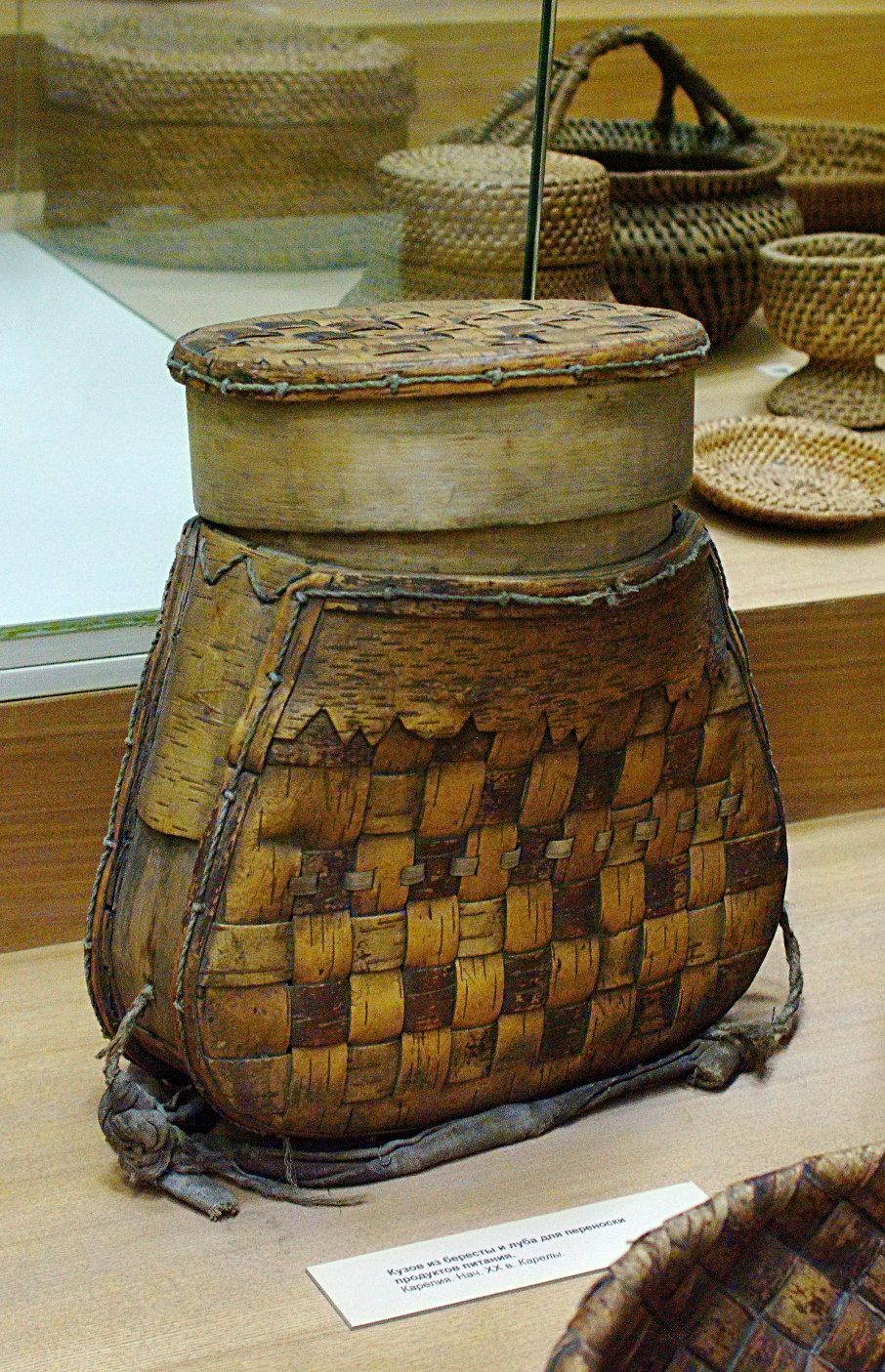
Кузов из берёсты и луба для переноски продуктов питания. Карелия, начало XX века

Ку́зов, кузово́к (устар. «ту́яз») — домашняя утварь, предназначенная для переноски ягод, грибов, орехов, продовольствия и мелкой клади. Кузова изготавливали плетением либо сшиванием из берёсты, луба и драни. «Кузовом» называли два вида ёмкостей: дорожный заплечный короб и ручную корзину на дужке.
Заплечный короб представлял собой плетёную ёмкость сужающейся кверху формы с прямоугольным основанием на берестяных лямках с широким горлом и плотно входившей в него деревянной крышкой с ручкой-скобкой. Кузова-корзины обычно брали с собой в лес на сбор ягод и грибов. Небольшие корзины называли «кузовка́ми». В «Записках охотника» И. С. Тургенева описана крестьянская девочка в синем сарафанчике и клетчатом платке на голове с плетёным кузовком на загорелой голенькой руке. Кузов часто упомянут в русских пословицах, вероятно, самая известная из которых «назвался груздем — полезай в кузов».